# Gilles Davignon
Gilles-François Davignon (Herve, 3 juni 1780 - Verviers, 26 oktober 1859) was een lid van het Belgisch Nationaal Congres, industrieel en financier.

## Levensloop
Gilles Davignon had een grootvader langs moederszijde die burgemeester was van Herve in 1752-1753. Zijn vader, Gilles-François Davignon sr, had dergelijke ambities niet. Nog jong vertrok Gilles François jr uit Herve om in Lambermont een textielfabriek op te richten. In 1822 werd hij schepen van die gemeente en bleef het tot in 1835, waarna hij nog gemeenteraadslid bleef tot in 1845. Tijdens de revolutiedagen van augustus-september 1830 bleef hij op zijn gemeente, terwijl zijn twee broers deel uitmaakten van het Veiligheidscomité in Verviers. Het ging om apotheker Léonard-Joseph (1789-1852) en lakenfabrikant Jean-Guillaume (1782-1866).
Het belette niet dat Gilles op 3 november tot lid werd verkozen van het Nationaal Congres voor het arrondissement Verviers. Hij nam stipt aan de zittingen deel, maar deed weinig interventies. Hij stemde voor de eeuwigdurende uitsluiting van de Nassaus, voor de afschaffing van ieder standenverschil en tegen de oprichting van een Senaat. Hij was een uitgesproken voorstander van de vereniging met Frankrijk. Toen dit onmogelijk bleek, stemde hij voor de hertog van Nemours. Toen ook dit mislukte, was hij zeer teleurgesteld. Hij stemde dan ook niet voor Leopold van Saksen Coburg en verklaarde dat hij overtuigd was dat deze verkiezing nutteloos was, aangezien Leopold slechts zou aanvaarden onder voorwaarden die voor het land onaanvaardbaar waren. Hij stemde natuurlijk ook tegen de aanvaarding van het Verdrag der XVIII artikelen.
In augustus 1831 werd Davignon verkozen tot lid van de eerste Kamer van Volksvertegenwoordigers en bleef daar zetelen tot in 1835. Hij werd toen directeur benoemd van de 'Banque de Belgique' en dit was onverenigbaar met een parlementair mandaat, zodat hij ontslag nam. Wel kon hij nog op provinciaal niveau zetelen en hij stelde zich dan ook kandidaat voor het kanton Spa in de provincie Luik. Hij werd gekozen en in 1838 herkozen. In 1842 waren er twee opponerende lijsten. Davignon werd verkozen en bleef zetelen tot in 1846. Hij werd vicevoorzitter van de provincieraad in 1836-1838, 1839-1840 en 1842-1844. Na die datum nam hij ontslag, ook op gemeentelijk niveau. Gilles-François werd soms voor liberaal aanzien, ook al is dit met voorzichtigheid te nemen.
Het directeurschap van de Banque de Belgique had tot gevolg dat hij heel wat bestuursmandaten vervulde. Zo was hij onder meer:
- Bestuurder Hauts-Fourneaux de Vennes (1835)
- Commissaris Hauts-Fourneaux Espérance (1865)
- Bestuurder Fabrique de Fer, Ougrée (1865)
- Bestuurde Chemin de Fer Jonction Est (1858)
- Commissaris Compagnie Centrale des Travaux publics et matériels de chemins de fer (1865)
- Commissaris Chemin de fer Manage-Piéton (1865)
- Commissaris Linière gantoise (1858)

## Nazaten
Zijn zoon, Charles-Guillaume (1810-1893), eigenaar in Spa, trok helemaal de liberale kaart en zetelde als liberaal provincieraadslid en in de gemeenteraden van Ensival en Spa.
Een andere zoon van Gilles, Henri Davignon (1817-1868) was volledig apolitiek, maar diens zoon Julien Davignon (1854-1916) werd een voorstander van de katholieke zienswijzen. Vanaf 1879 - begin van de schoolstrijd - werd hij secretaris en penningmeester van het Centraal Comité van de vrije scholen in Brussel. Hij was vervolgens secretaris-generaal van de Mechelse Congressen in 1889 en 1890. Hij werd ook vicevoorzitter van het boerensyndicaat voor het arrondissement Verviers. Hij werd senator voor het arrondissement Verviers (1898-1900) en vervolgens volksvertegenwoordiger (1900-1916). Hij was Minister van Buitenlandse Zaken van 1908 tot januari 1916. Hij overleed in Nice in maart 1916. Net voor zijn dood verkreeg hij erfelijke adelstand met een op alle nakomelingen overdraagbare titel van burggraaf.
Julien had een zoon, burggraaf Henri Davignon (1879-1964), die directeur werd van de Revue Générale en lid van de Académie royale de langue et de littérature françaises de Belgique. Zowel voor Kamer als Senaat werd hij tot opvolger verkozen, maar zetelde nooit. Een andere zoon, burggraaf Jacques Davignon (1887-1965) werd diplomaat en was de vader van burggraaf Etienne Davignon (1932).